# Eublepharidae
Gli Eublefaridi (Eublepharidae Boulenger, 1883) sono una famiglia di sauri dell'infraordine Gekkota.
L'etimologia del nome deriva da eu=vero e blephar=palpebra, che indica la caratteristica di avere palpebre funzionali, tipica dei gechi di questa famiglia.

## Biologia
Nel geco leopardino (Eublepharis macularius) il sesso del nascituro viene determinato dalla temperatura, infatti a basse temperature d'incubazione nasceranno femmine, mentre a temperature alte nasceranno maschi.

## Tassonomia
La famiglia comprende i seguenti generi:
- Aeluroscalabotes
- Coleonyx Gray, 1845
- Eublepharis Gray, 1827
- Goniurosaurus Grismer, Viets & Boyle, 1999
- Hemitheconyx Stejneger, 1893
- Holodactylus Boettger, 1893

## Alcune specie

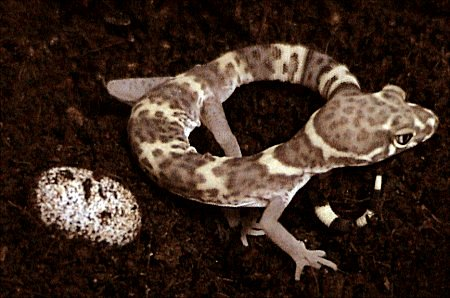
Coleonyx brevis
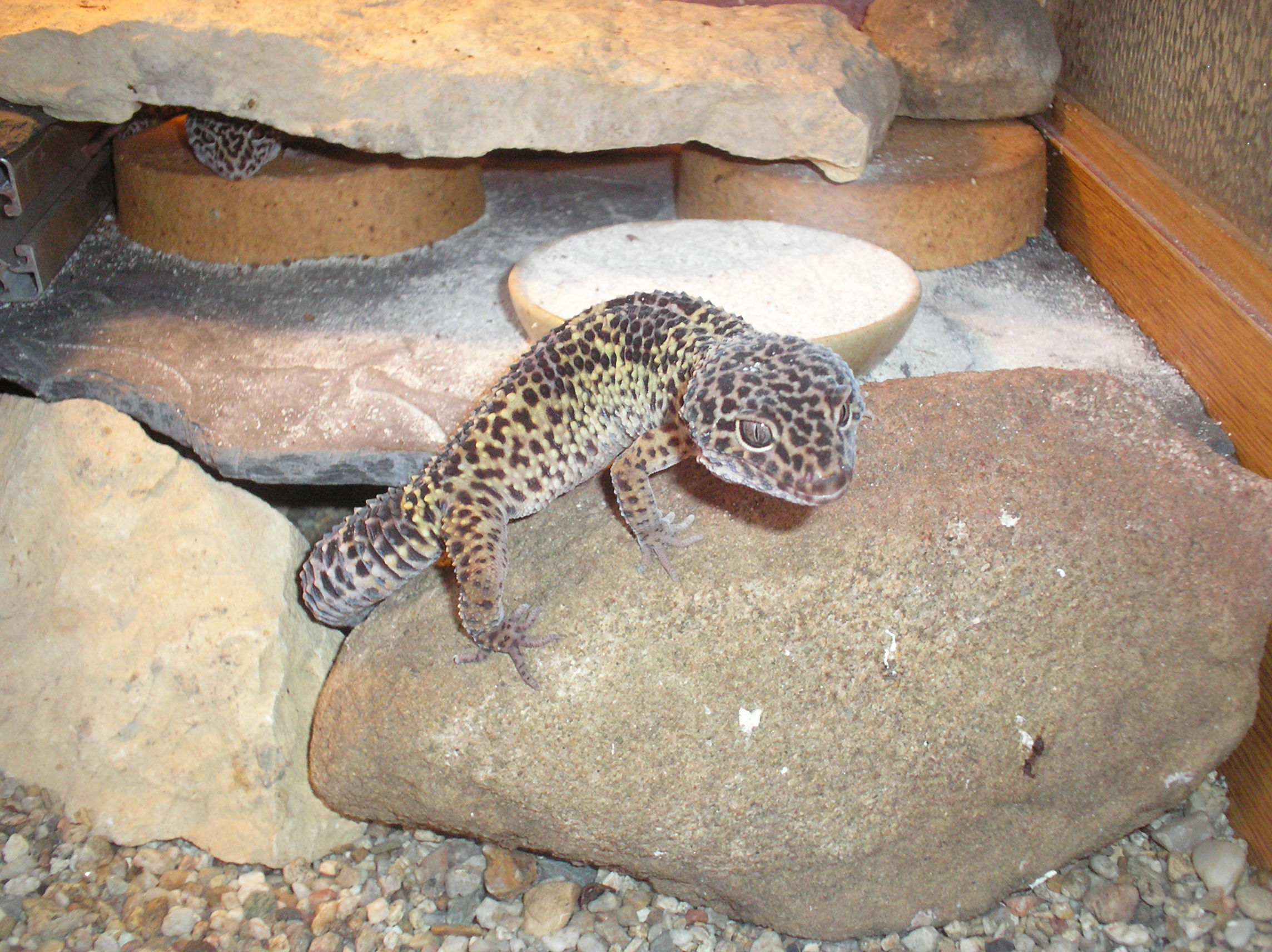
Eublepharis macularius
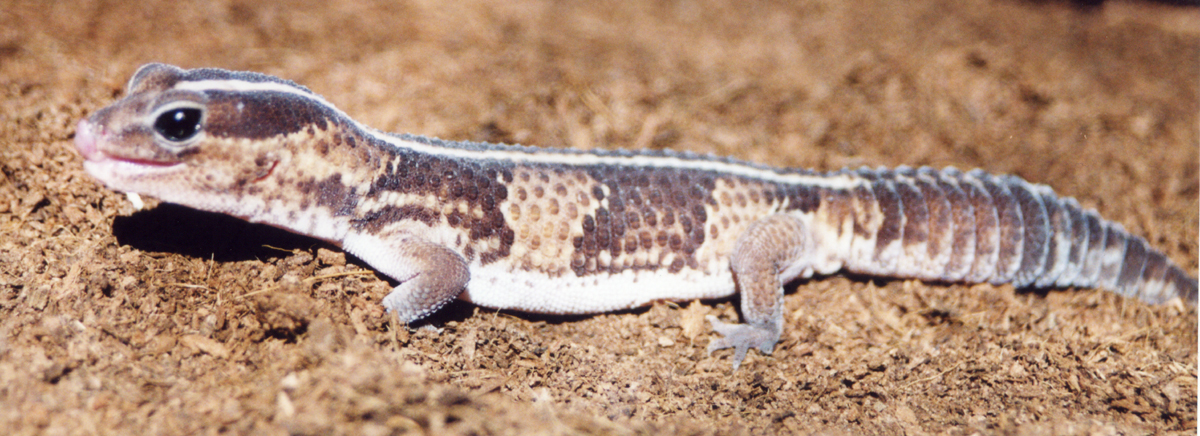
Hemitheconyx caudicinctus
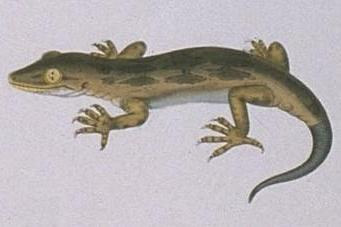
Holodactylus pacificus